# Elaphria niveiplaga
Elaphria niveiplaga là một loài bướm đêm trong họ Noctuidae.